# Allrussisches Zentrales Exekutivkomitee
Das Allrussische Zentrale Exekutivkomitee (russisch Всеросси́йский Центра́льный Исполни́тельный Комите́т Wserossijski Zentralny Ispolnitelny Komitet; Abkürzung: ВЦИК WZIK; auch als Gesamtrussisches Zentrales Exekutivkomitee (GZEK) übersetzt) war von 1917 bis 1937 die oberste gesetzgebende, anordnende und kontrollierende Behörde der Staatsmacht in der Russischen Sozialistischen Föderativen Sowjetrepublik (RSFSR).
Das Allrussische Zentrale Exekutivkomitee wurde vom Allrussischen Rätekongress (russ. Всероссийский съезд Советов) gewählt und war in den Jahren zwischen diesen Kongressen tätig.

## Geschichte
Das erste GZEK wurde noch zu Zeiten der Provisorischen Regierung auf dem 1. Allrussischen Sowjetkongress vom 3. bis zum 24. Juni 1917 in Petrograd gewählt (Vorsitzender wurde der georgische Menschewik Nikolos Tschcheidse). Jedoch wurde erst infolge der Oktoberrevolution, in deren Verlauf die Bolschewiki auf dem 2. Allrussischen Sowjetkongress die Macht in Russland übernahmen, und der Gründung der RSFSR am 7. November 1917 das GZEK zu einem offiziellen Regierungsorgan und dessen Vorsitzender zum Staatsoberhaupt.
Bis zur Gründung der Sowjetunion am 30. Dezember 1922 hatte das Allrussische Zentrale Exekutivkomitee auch Mitglieder aus der Ukrainischen Sozialistischen Sowjetrepublik und der Weißrussischen Sozialistischen Sowjetrepublik, die von Rätekongressen auf Republiksebene gewählt wurden.
Das Allrussische Zentrale Exekutivkomitee, das vom 9. Allrussischen Rätekongress gewählt worden war, hatte außer Vertretern aus der Ukraine und Weißrussland auch Vertreter aus der Transkaukasischen SFSR. Zwischen den Sitzungen des Allrussischen Zentralen Exekutivkomitees wurden seine Aufgaben vom Präsidium wahrgenommen, dem ausführenden Organ des Exekutivkomitees.
Die Besonderheit des Exekutivkomitees charakterisierte Lenin, der wichtigste Ideologe im Exekutivkomitee, folgendermaßen:

„Das Exekutivkomitee gestattet die Vorzüge des Parlamentarismus mit den Vorzügen der unmittelbaren und direkten Demokratie zu verbinden, das heißt, es vereinigt in sich vom Volk gewählte Vertreter, als auch die gesetzgebende Funktion und die Umsetzung der Gesetze.“

Während der Bildung des Staatsapparates in der RSFSR gab es keine klare Trennung der Kompetenzen zwischen verschiedenen Organen der Staatsmacht. Ein wichtiger Grund dafür war auch, dass die Theorie des Sowjetstaates die Gewaltenteilung nach bürgerlichem Muster abgelehnt hat. Lediglich aus praktischen Gründen wurde die Notwendigkeit einer Arbeitsteilung zwischen den verschiedenen Staatsorganen der Sowjetmacht eingeräumt.
Die Trennung der Kompetenzen erfolgte erst auf dem 8. Allrussischen Rätekongress mit der Verordnung Über den sowjetischen Aufbau. Der Erlass von Gesetzen sollte gemäß dieser Verordnung von folgenden Sowjetorganen erfolgen:
- Allrussischer Rätekongress,
- Allrussisches Zentrales Exekutivkomitee,
- Präsidium des Allrussischen Zentralen Exekutivkomitees,
- Rat der Volkskommissare.

Diese vielfältigen Wege der Gesetzgebung, die bisweilen zu Parallelfunktionen führten, waren dem Russischen Bürgerkrieg und der ausländischen Intervention geschuldet. Die Zeit des Bürgerkrieges verlangte entsprechend den Umständen schnelles Handeln und die schnelle Verabschiedung von Gesetzen.
Obwohl die Sowjets eine Reihe von gesetzgebenden Organen hatten, kam es nicht zu widersprüchlichen Gesetzen, da die Verfassung der RSFSR von 1918 unter den Organen eine klare Rechenschaftspflicht vorsah (der Rat der Volkskommissare war dem Präsidium des Exekutivkomitees rechenschaftspflichtig, das Präsidium wiederum dem Exekutivkomitee und das Exekutivkomitee schließlich dem Rätekongress) und da außerdem alle diese Organe von der Kommunistischen Partei gesteuert wurden.
Im Mai 1925 erarbeitete das Allrussische Zentrale Exekutivkomitee die Verfassung der RSFSR, die dann im Mai 1925 vom 12. Allrussischen Rätekongress angenommen wurde. Der Kommission zur Erarbeitung der Verfassung gehörten unter anderem an:
- Dmitri Kurski (russ. Дмитрий Иванович Курский)
- Nikolai Krylenko,
- Warlaam Awanessow (* 9. Dezember 1884; † 16. März 1930) (russisch Варлаам Александрович Аванесов), sein Geburtsname war Suren Karpowitsch Martirossow (russisch: russisch Сурен Карпович Мартиросов),
- Abel Jenukidse,
- Pēteris Stučka.

Die Verfassung bestätigte endgültig das System der verschiedenen zentralen und örtlichen Machtorgane und Leitungsorgane:
- den Allrussischen Rätekongress,
- das Allrussische Zentrale Exekutivkomitee und sein Präsidium,
- den Rat der Volkskommissare,
- die Volkskommissare.

Von 1925 bis 1937 hatte das Allrussische Zentrale Exekutivkomitee neben seinen verschiedenen Abteilungen ein Sekretariat und eine Sprechstunde („Empfangsbüro“; russisch приёмная Председателя ВЦИКа) beim Vorsitzenden des Allrussischen Zentralen Exekutivkomitees.
Die Mitglieder des 1922 gebildeten Obersten Gerichts der RSFSR (russisch Верховный Суд РСФСР) wurden vom Präsidium des Allrussischen Zentralen Exekutivkomitees benannt.
Nach der Gründung der Staatsanwaltschaft der RSFSR 1933 unterstanden der Generalstaatsanwalt der RSFSR dem Allrussischen Zentralen Exekutivkomitee, ebenso unterstand er auch dem Rat der Volkskommissare der RSFSR, dem Volkskommissariat für Justiz und dem Generalstaatsanwalt der Sowjetunion.
Entsprechend der Verfassung der UdSSR von 1936 wurde der Oberste Sowjet der UdSSR das höchste Organ der Staatsmacht der UdSSR.

## Vorsitzende des Allrussischen Zentralen Exekutivkomitees
- Lew Kamenew, ab 27. Oktober 1917 (nach anderen Angaben: 9. – 21. November 1917),
- Jakow Swerdlow, ab 8. November 1917 (nach anderen Angaben: 21. November 1917 bis 16. März 1919), im Amt verstorben,
- Michail Wladimirski (kommissarisch), 16. – 30. März 1919,
- Michail Kalinin, ab 30. März 1919 bis 15. Juli 1938

## Sekretäre des Allrussischen Zentralen Exekutivkomitees
- Warlaam Awanessow, Oktober 1917–1918,
- Abel Jenukidse, Juli 1918 – Dezember 1922,
- Leonid Serebrjakow, 1919–1920,
- Pjotr Saluzki (russ. Пётр Антонович Залуцкий) (* 1887; † 1937), 1920–1922,
- Michail Tomski Dezember 1921 – Dezember 1922,
- Timofei Sapronow (russ. Тимофей Владимирович Сапронов), Dezember 1922–1923,
- Alexei  Kisseljow (russ. Алексей Семёнович Киселёв) (* 1879; † 1937), 1924–1937,
- Josef Unschlicht, Februar 1935 – Juni 1937

## Gesetzgebung
Das Allrussische Zentrale Exekutivkomitee hat aktiv an der Ausarbeitung von Gesetzen teilgenommen und eine große Anzahl von Gesetzen erlassen. Beispielsweise wurden unter anderem folgende Gesetze vom Allrussischen Zentralen Exekutivkomitee der RSFSR erlassen:
- Dekret „Über die Nationalisierung der Banken“, 14. Oktober 1917,
- Dekret „Über die bürgerliche Ehe, über Kinder und über die Führung des Familienbuches“ vom 18. Dezember 1917 (Anmerkung: „bürgerliche Ehe“ meint die „Zivilehe“ – im Gegensatz zur kirchlich getrauten Ehe),
- Dekret „Über die Ehescheidung“ vom 19. Dezember 1917,
- Dekret „Über die Erkennung auf konterrevolutionäre Tätigkeit für alle Versuche sich Funktionen der Staatsmacht anzueignen“ vom 5. Januar 1918,
- Dekret „Über die Auflösung der konstituierenden Versammlung“ vom 6. Januar 1918,
- Dekret „Über die Annullierung von Staatsschulden“ vom 21. Januar 1918,
- Dekret „Über die Abschaffung der Vererbung“ vom 27. April 1918,
- Dekret „Über das Gericht“ (Nr. 2) vom 7. März 1918,
- Dekret „Über die Abschaffung des Rechtes auf Privateigentum an Immobilien in Städten“ vom 20. August 1918,
- Gesetzessammlung (oder Gesetzbuch, russ. Кодекс) über den Personenstand, das Ehe-, Familien- und Vormundschaftsrecht, vom 16. September 1918,
- Dekret „Über die Ersetzung der Lebensmittel- und Rohstoffbeschaffung durch die Naturalsteuer“ vom 21. März 1921 (Beginn der Neuen Ökonomischen Politik)
- Gesetzessammlung über die Arbeitsgesetze, vom 9. November 1922,
- Strafprozessordnung der UdSSR, vom 22. Mai 1922,
- Strafgesetzbuch der UdSSR, vom 1. Juni 1922,
- Strafgesetzbuch der UdSSR, vom 22. November 1926,
- Gesetzessammlung über den Personenstand, das Ehe-, Familien- und Vormundschaftsrecht, vom 16. September 1918,
- Gesetzbuch über den Arbeits-Strafvollzug der UdSSR (russ. Исправительно-трудовой кодекс; ИТК РСФСР), vom 16. Oktober 1924
- Gesetzbuch über den Arbeits-Strafvollzug der UdSSR, vom 1. August 1933.